# Megalorchis regalis
Megalorchis regalis (Schltr.) H.Perrier è una pianta della famiglia delle Orchidacee, endemica del Madagascar. È l'unica specie conosciuta del genere Megalorchis.